# Move to Bremerton
Move to Bremerton è un Ep del gruppo pop punk statunitense MxPx pubblicato nel 1996.

## Elenco delle tracce
- 1. "Move to Bremerton" (Critter version) –04:10
- 2. "Rock and Roll Girl" –02:07
- 3. "Circumstance" –02:08
- 4. "Easier Said Than Done" –01:26
- 5. "Chick Magnet" (live on KNDD) –04:01

## Formazione
- Mike Herrera (voce e basso)
- Tom Wisniewski (chitarra)
- Yuri Ruley (batteria)